# Municipio de Blaine (condado de Ida)
El municipio de Blaine (en inglés: Blaine Township) es un municipio ubicado en el condado de Ida en el estado estadounidense de Iowa. En el año 2010 tenía una población de 428 habitantes y una densidad poblacional de 4,6 personas por km².

## Geografía
El municipio de Blaine se encuentra ubicado en las coordenadas 42°20′42″N 95°22′13″O / 42.34500, -95.37028. Según la Oficina del Censo de los Estados Unidos, el municipio tiene una superficie total de 93.14 km², de la cual 93,08 km² corresponden a tierra firme y (0,06 %) 0,06 km² es agua.

## Demografía
Según el censo de 2010, había 428 personas residiendo en el municipio de Blaine. La densidad de población era de 4,6 hab./km². De los 428 habitantes, el municipio de Blaine estaba compuesto por el 98,6 % blancos, el 0,23 % eran afroamericanos, el 0,93 % eran de otras razas y el 0,23 % eran de una mezcla de razas. Del total de la población el 0,7 % eran hispanos o latinos de cualquier raza.